# R.J. Rummel
Rudolph Joseph Rummel, född 21 oktober 1932 i Cleveland, Ohio, död 2 mars 2014 i Kaneohe, Hawaii, var en amerikansk forskare och professor i statsvetenskap vid University of Hawaii.

## Biografi
Rummels forskning var inriktad på krig, politiska konflikter och politiska mord. Han myntade uttrycket democide som kan beskrivas som "mord genomfört av en nationell regering" oavsett det handlar om politiska lönnmord, politiska massmord eller folkmord.
Rummel uppskattade att 170 miljoner personer dödades genom democide under 1900-talet, jämfört med cirka 38 miljoner som dödats i militära strider. I en artikel  i december 2005 utökade han skattningen av antal döda enligt democide-begreppet under kolonialmakterna med 50 miljoner.
Rummel ansåg att det finns en stark korrelation mellan demokrati och fred. Av de 353 krig som utkämpats sedan 1816 skulle inte något ha stått mellan demokratier, vilket enligt kritiker mest beror på att "demokrati" inte har någon enhetlig definition. Denna teori kallas demokratisk fredsteori (democratic peace theory). Rummels analys har kritiserats. Det har anförts att de demokratiska västländerna dominerar de globala marknaderna och internationella organ och har världens starkaste krigsmakter. Dessa stater agerar odemokratiskt på den internationella scenen och exporterar krig och fattigdom, de två mest grundläggande hindren för demokrati.
Rummel var stark motståndare till totalitära system; han var även uttalad antikommunist och motståndare till olika högerdiktaturer.
Rummel författade även ett antal romaner i bokserien Never Again, som populariserar hans forskning om democide och spekulerar kring hur världen hade kunnat utvecklas om man förhindrat politiska massmördare och diktatorer att komma till makten.

## Rummel på svenska
Rummel lanserades för en svensktalande publik främst genom Per Ahlmarks bok Det öppna såret. Ahlmark återger där Rummels forskning om "democide".

## Verkförteckning (urval)
- Lethal Politics: Soviet Genocides and Mass Murders 1917–1987 (1990)
- The Conflict Helix: Principles and Practices of Interpersonal, Social, and International Conflict and Cooperation (1991)
- China's Bloody Century: Genocide and Mass Murder Since 1900 (1991)
- Democide: Nazi Genocide and Mass Murder (1992)
- Death by Government: Genocide and Mass Murder in the Twentieth Century (1994)
- The Miracle That Is Freedom (1996)
- Statistics on Democide (1997)
- Power Kills (1997)
- Saving Lives, Enriching Life: Freedom as a Right, and a Moral Good (2001)